# Безелер, Карл Георг Кристоф
Карл Георг Кристоф Безелер (нем. Carl Georg Christoph Beseler; 2 ноября 1809, Рёдемис, ныне в составе Хузума — 28 августа 1888, Бад-Гарцбург) — немецкий юрист и политик; младший брат Вильгельма Безелера.

## Биография
Изучал право в Кильском и Мюнхенском университетах. В 1833 году Безелеру была запрещена преподавательская деятельность в Киле в связи с его политической активностью. Он начал читать лекции в Гёттингенском и Гейдельбергском университетах, в 1835 году занял должность профессора в Базельском университете, затем преподавал в Ростоке и Грайфсвальде (где в 1845 и 1854 годах был ректором) и наконец с 1859 года в Берлинском университете (занимал пост ректора в 1862—1863, 1867—1868 и 1879—1880 годах). Принимал участие в подготовке прусского Уголовного кодекса 1851 года, активно сотрудничал в журнале Zeitschrift für deutsches Recht. Был депутатом Франкфуртского парламента, затем ряда других представительских институций, в 1874—1877 годах депутат рейхстага.